# Max-Planck-Institut für Chemische Physik fester Stoffe
Das Max-Planck-Institut für Chemische Physik fester Stoffe (MPI CPfS) ist eine außeruniversitäre Forschungseinrichtung unter der Trägerschaft der Max-Planck-Gesellschaft (MPG) und hat seinen Sitz in Dresden. Das Institut betreibt in erster Linie Grundlagenforschung im Fach der Naturwissenschaften auf den Gebieten Physik und Chemie.

## Geschichte
Um zu einer einheitlichen Forschungslandschaft im vereinten Deutschland beizutragen und für die beiden Disziplinen Chemie und Physik der Festkörper ein Forum der Zusammenarbeit zu schaffen, beschloss der Senat der Max-Planck-Gesellschaft im März 1995 die Gründung eines neuen Instituts in Dresden.
Nach Abschluss der Planungsphase begann 1997 die Bautätigkeit am Institutsneubau, der Mitte 2000 fertiggestellt und bezogen wurde (8000 m² Nutzfläche, 40 Mio. Euro Gesamtkosten). Die offizielle Einweihungsfeier des Institutsgebäudes erfolgte am 2. November 2001. Das Gebäude ist von dem Architekten Peter Schuck, die Farbgestaltung von dem deutsch-schwedischen Künstler Fritz Fuchs (1937–2018). Zurzeit arbeiten etwa 210 Mitarbeiter im Institut, darunter 80 Wissenschaftler und über 30 Doktoranden.

## Forschung
Die Wissenschaftler des Instituts widmen sich der experimentellen Erforschung intermetallischer Phasen mit neuartigen strukturellen, chemischen und physikalischen Eigenschaften. Der Schwerpunkt der Forschung liegt bei der Herstellung und Untersuchung intermetallischer Verbindungen, die durch ungewöhnliche Formen u. a. von Magnetismus, Supraleitung und Metall-Halbleiter-Übergängen gekennzeichnet sind. Die gemeinsame Forschungsrichtung des Instituts zielt auf intermetallische Verbindungen mit Blick auf Synthese, Phasengleichgewichte, Strukturchemie und chemische Bindung sowie deren chemische und physikalische Eigenschaften. Eine enge Zusammenarbeit der beiden Disziplinen Chemie und Physik ist für diese wissenschaftliche Zielsetzung von größter Bedeutung.
Das MPI CPfS ist aufgeteilt in vier Forschungsbereiche, je zwei aus Chemie und Physik, sechs experimentelle Kompetenzgruppen sowie eine theoretische Kompetenzgruppe. Direktoren der Forschungsbereiche sind Liu Hao Tjeng (Physik korrelierter Materie), Juri Grin (Chemische Metallkunde), Claudia Felser (Anorganische Chemie) und Andrew Mackenzie (Festkörperphysik).
Mit der Naturwissenschaftlich-Technischen Universität Pohang (POSTECH) betreibt das Institut das Max Planck-POSTECH/Hsinchu Center for Complex Phase Materials, um physikalische Modelle zum Korrelationsverhalten von Elektronen in komplexen Materialien und Phasenübergängen zu entwerfen. Beteiligt sind daneben auch das Max-Planck-Institut für Festkörperphysik (MPI FKF), sowie verschiedene Forschungseinrichtungen Taiwans.

## International Max Planck Research Schools (IMPRS)
Das MPI CPfS ist an zwei International Max Planck Research Schools (IMPRS) beteiligt. Eine IMPRS ist ein internationales Programm zur Doktorandenförderung, welches in Kooperation mit einer oder mehrerer Universitäten durchgeführt wird.
Die International Max Planck Research School for Chemistry and  Physics of Quantum Materials  wird unter der Leitung des MPI CPfS gemeinsam mit der TU Dresden und der University of St. Andrews (Fife, Schottland) organisiert. Sprecher der IMPRS ist Andrew Mackenzie.
Das MPI CPfS und die TU Dresden waren auch Partner der International Max Planck Research School for Dynamical Processes in Atoms, Molecules and Solids; die Leitung dieser IMPRS lag beim benachbarten Max-Planck-Institut für Physik komplexer Systeme. Sprecher der IMPRS war Jan-Michael Rost.